# 100 років Національному академічному драматичному театру імені Івана Франка (срібна монета)
«100 ро́́ків Націона́льному академі́чному драмати́чному теа́тру і́мені Іва́на Франка́» — срібна ювілейна монета номіналом 10 гривень, випущена Національним банком України. Присвячена віковому ювілею Національного академічного драматичного театру імені Івана Франка, який розпочав свою діяльність 1920 року у Вінниці. Більшість класиків української драматургії XIX—XX ст. отримали першочитання своїх творів саме на сцені театру імені Івана Франка.
Монету введено в обіг 23 січня 2020 року. Вона належить до серії «Духовні скарби України».

## Опис та характеристики монети
| Номінал грн. | Метал            | Маса, грам   | Діаметр, мм. | Якість виготовлення | Гурт                           | Тираж, штук |
| ------------ | ---------------- | ------------ | ------------ | ------------------- | ------------------------------ | ----------- |
| 10           | срібло 925 проби | 31,1 / 33,62 | 38,6         | пруф                | гладкий із заглибленим написом | 2 500       |

### Аверс

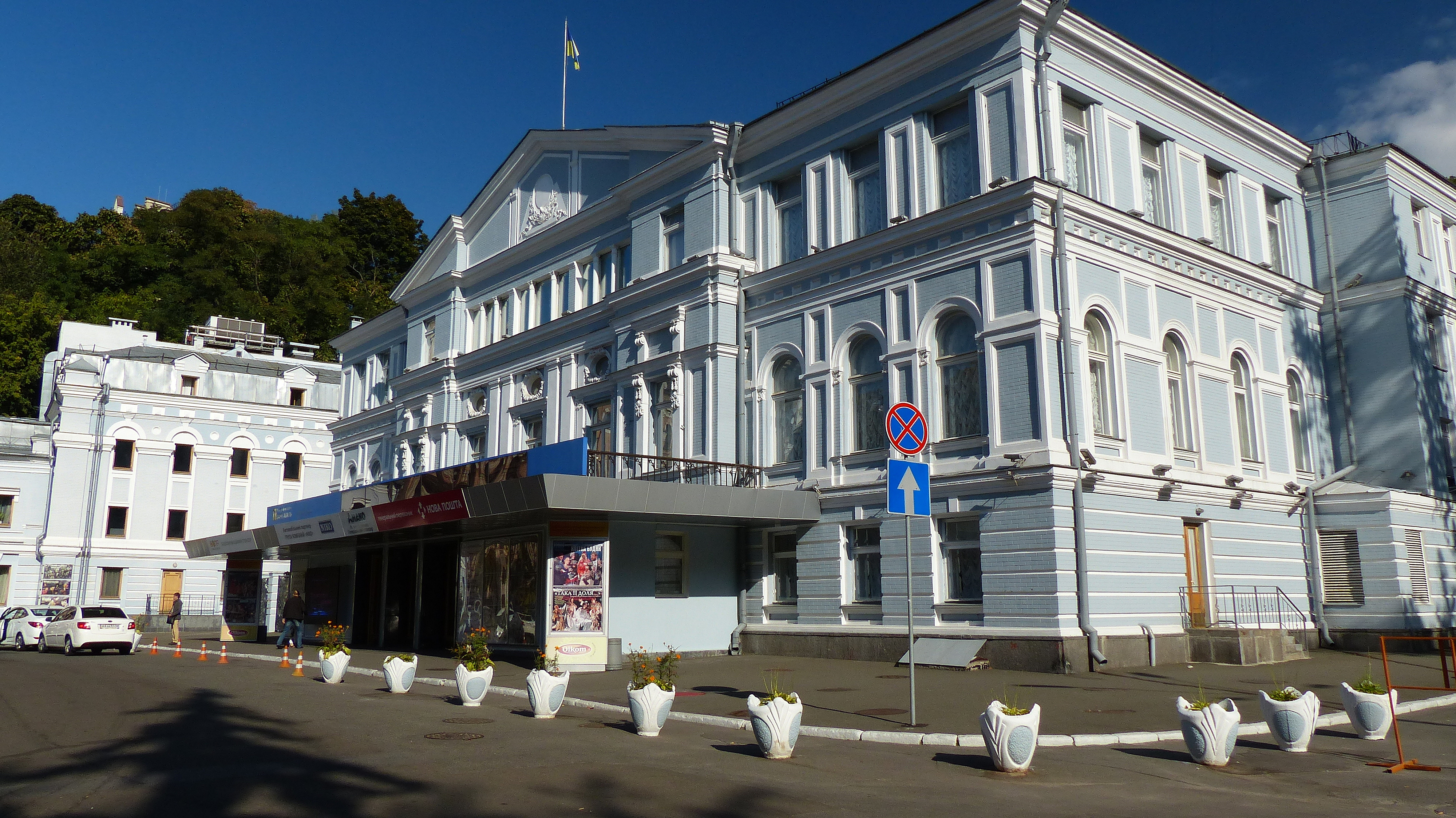
Театр ім. Івана Франка у Києві

На аверсі монети розміщено: малий Державний Герб України, над яким напис півколом «УКРАЇНА», під гербом — рік карбування монети «2020» та зазначено номінал — «10» та графічний символ гривні; на дзеркальному тлі ліворуч розміщено портрет Гната Юри, праворуч від якого вертикальний напис «ГНАТ ЮРА», праворуч — портрет Амвросія Бучми, ліворуч від якого вертикальний напис АМВРОСІЙ/БУЧМА, які були одними з фундаторів театру; унизу зазначено рік заснування театру — «1920».

### Реверс
На реверсі монет розміщено композицію, стилізовану під логотип театру: у квадратній рамці на дзеркальному тлі — рельєфне зображення будівлі театру; на матовому тлі — написи: «100/РОКІВ» (під будівлею), «НАЦІОНАЛЬНИЙ» (вертикально ліворуч), «АКАДЕМІЧНИЙ» (угорі), «ДРАМАТИЧНИЙ» (вертикально праворуч), «ТЕАТР/ІМЕНІ ІВАНА/ФРАНКА» (унизу).

## Автори

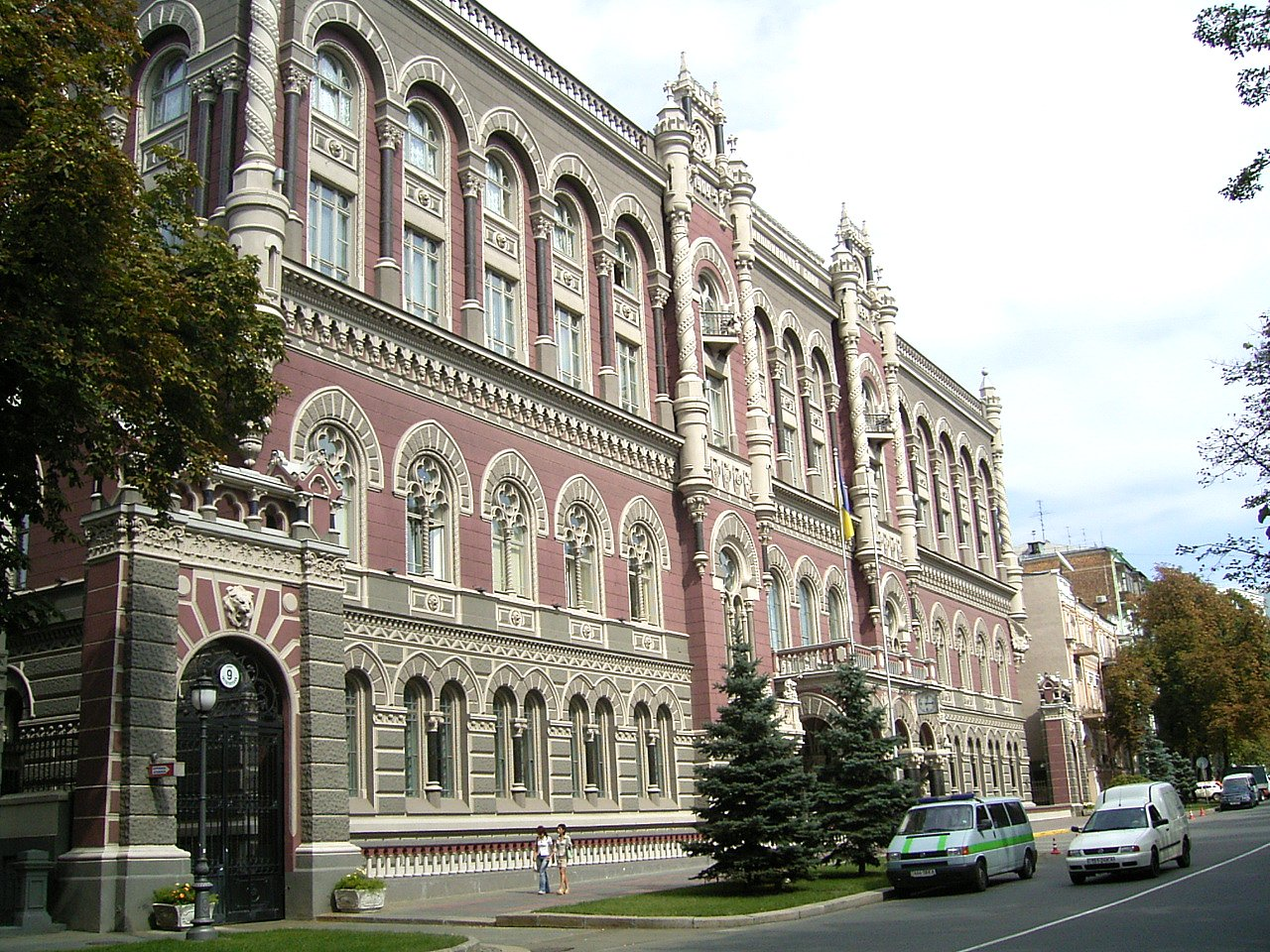
Будівля Національного банку України

- Художники: Таран Володимир, Харук Олександр, Харук Сергій.
- Скульптори: Атаманчук Володимир, Іваненко Святослав.

## Вартість монети
Під час введення монети в обіг у 2020 році, Національний банк України реалізовував монету через свої філії за ціною 773 гривні.
Фактична приблизна вартість монети, з роками змінювалася так:
| Рік        | 2020  | 2021  | 2022  | 2023  | 2024  | 2025  |
| ---------- | ----- | ----- | ----- | ----- | ----- | ----- |
| Ціна, грн. | 1 140 | 1 250 | 1 400 | 1 700 | 2 500 | 2 700 |